# Toyota TF108
Toyota TF108 – bolid teamu Toyota na sezon 2008 do wyścigu o Grand Prix Australii 2008. Za kierownicą bolidu Toyota TF108 zasiedli Włoch Jarno Trulli i Niemiec Timo Glock.

## Wyniki w Formule 1
| Legenda oznaczeń w tabelach wyników Wyświetl szablon na nowej stronie | Legenda oznaczeń w tabelach wyników Wyświetl szablon na nowej stronie                                                                     |
| Oznaczenie                                                            | Wyjaśnienie |
| --------------------------------------------------------------------- | --- |
| Złoty                                                                 | Zwycięzca lub mistrzostwo |
| Srebrny                                                               | 2. miejsce lub wicemistrzostwo |
| Brązowy                                                               | 3. miejsce lub II wicemistrzostwo |
| Zielony                                                               | Ukończył, punktował (w klasyfikacji generalnej, gdy zdobył co najmniej jeden punkt na przestrzeni sezonu, poza trzema powyższymi opcjami) |
| Niebieski                                                             | Ukończył, nie punktował (w klasyfikacji generalnej, gdy nie zdobył co najmniej jednego punktu na przestrzeni sezonu)                      |
| Czerwony                                                              | Nie zakwalifikował się (NZ) |
| Czerwony                                                              | Nie prekwalifikował się (NPK) |
| Różowy                                                                | Nie ukończył (NU) |
| Różowy                                                                | Niesklasyfikowany (NS) (w klasyfikacji generalnej, gdy nie został sklasyfikowany w żadnym wyścigu sezonu)                                 |
| Czarny                                                                | Zdyskwalifikowany (DK) |
| Czarny                                                                | Wykluczony (WYK/EX) |
| Biały                                                                 | Nie wystartował (NW) |
| Biały                                                                 | Kontuzjowany (K/INJ) |
| Biały                                                                 | Wyścig odwołany (OD/C) |
| Bez koloru                                                            | Został wycofany (WYC/WD) |
| Bez koloru                                                            | Nie przybył (NP/DNA) |
| Bez koloru                                                            | Nie brał udziału w treningach (NT/DNP) |
| Bez koloru                                                            | Nie został zgłoszony (–) |
| Pogrubienie                                                           | Start z pole position |
| Kursywa                                                               | Najszybsze okrążenie wyścigu |
| †                                                                     | Nie ukończył, ale jego rezultat został zaliczony ze względu na przejechanie więcej niż 90% dystansu wyścigu.                              |
| *                                                                     | Sezon w trakcie |
| 1/2/3                                                                 | Punktowana pozycja w sprincie kwalifikacyjnym                                                                                             |
| Lista systemów punktacji Formuły 1                                    | |

| Sezon | Konstruktor | Kierowcy     | Wyniki | Wyniki | Wyniki | Wyniki | Wyniki | Wyniki | Wyniki | Wyniki | Wyniki | Wyniki | Wyniki | Wyniki | Wyniki | Wyniki | Wyniki | Wyniki | Wyniki | Wyniki | Wyniki | Wyniki  |
| 2008  |             |              | AUS    | MYS    | BHR    | ESP    | TUR    | MCO    | CAN    | FRA    | GBR    | DEU    | HUN    | EUR    | BEL    | ITA    | SGP    | JPN    | CHN    | BRA    | Punkty | Pozycja |
| ----- | ----------- | ------------ | ------ | ------ | ------ | ------ | ------ | ------ | ------ | ------ | ------ | ------ | ------ | ------ | ------ | ------ | ------ | ------ | ------ | ------ | ------ | ------- |
| 2008  | Toyota      | Jarno Trulli | NU     | 4      | 6      | 8      | 10     | 13     | 6      | 3      | 7      | 9      | 7      | 5      | 16     | 13     | NU     | 5      | NU     | 8      | 31     | 9       |
| 2008  | Toyota      | Timo Glock   | NU     | NU     | 9      | 11     | 13     | 12     | 4      | 11     | 12     | NU     | 2      | 7      | 9      | 11     | 4      | NU     | 7      | 6      | 25     | 10      |